# Kiderańce (przystanek kolejowy)
Kiderańce (lit. Kidarai, ros. Кидарай) – przystanek kolejowy w pobliżu miejscowości Kiderańce, w rejonie solecznickim, na Litwie. Leży na linii Równe – Baranowicze – Wilno.